# Alt Àneu
Alt Àneu – gmina w Hiszpanii, w prowincji Lleida, w Katalonii, o powierzchni 194,53 km². W 2011 roku gmina liczyła 439 mieszkańców.